# Sudamericano Juvenil de Rugby 2002
El Sudamericano Juvenil de Rugby de 2002 se llevó a cabo en Argentina. Se jugó en canchas del San Isidro Club y del Club San Fernando de Buenos Aires y participaron 4 selecciones de jugadores menores de 19 años pertenecientes a la Confederación Sudamericana de Rugby.
En el comienzo del torneo se enfrentaban uruguayos y chilenos en primera hora y luego argentinos frente a paraguayos, los cruces posteriores se definieron según los resultados que se dieran.

## Equipos participantes
- Selección juvenil de rugby de Argentina (Pumas M19)
- Selección juvenil de rugby de Chile (Cóndores M19)
- Selección juvenil de rugby de Paraguay (Yacarés M19)
- Selección juvenil de rugby de Uruguay (Teros M19)

## Posiciones
| Pos. | Equipo    | Encuentros | Encuentros | Encuentros | Encuentros | Tantos  | Tantos    | Tantos     | Puntos |
| Pos. | Equipo    | jugados    | ganados    | empatados  | perdidos   | a favor | en contra | diferencia | Puntos |
| ---- | --------- | ---------- | ---------- | ---------- | ---------- | ------- | --------- | ---------- | ------ |
| 1    | Argentina | 3          | 3          | 0          | 0          | 176     | 3         | + 173      | 6      |
| 2    | Chile     | 3          | 2          | 0          | 1          | 79      | 70        | + 9        | 4      |
| 3    | Uruguay   | 3          | 1          | 0          | 2          | 19      | 70        | - 51       | 2      |
| 4    | Paraguay  | 3          | 0          | 0          | 3          | 3       | 134       | - 131      | 0      |

Nota: Se otorgan 2 puntos al equipo que gane un partido, 1 al que empate, 0 al que pierda

## Resultados

### Primera Fecha[2]
| 24 de febrero | Uruguay | 7 - 34 | Chile | cancha de San Isidro Club, Buenos Aires, Argentina |  |

| 24 de febrero | Argentina | 80 - 0 | Paraguay | cancha de San Isidro Club, Buenos Aires, Argentina |  |

### Segunda Fecha[3]
| 2 de marzo 15:30 | Chile | 45 - 0 | Paraguay | cancha del Club San Fernando, Buenos Aires, Argentina |  |

| 2 de marzo 17:00 | Argentina | 33 - 3 | Uruguay | cancha del Club San Fernando, Buenos Aires, Argentina |  |

### Tercera Fecha[4]
| 27 de febrero | Uruguay | 9 - 3 | Paraguay |  |  |

| 27 de febrero 12:00 | Argentina | 63 - 0 | Chile | cancha de San Isidro Club, Buenos Aires, Argentina |  |

| Bandera de Argentina |
| Campeón Argentina    |
| Décimo sexto título  |